# كارول ديكرسون
كارول ديكرسون (بالإنجليزية: Carroll Dickerson)‏ هو عازف جاز أمريكي، ولد في 11 نوفمبر 1895، وتوفي في 9 أكتوبر 1957 في شيكاغو في الولايات المتحدة.

## وصلات خارجية
- كارول ديكرسون على موقع الموسوعة البريطانية (الإنجليزية)
- كارول ديكرسون على موقع ميوزك برينز (الإنجليزية)
- كارول ديكرسون على موقع ديسكوغز (الإنجليزية)